# Microchalcothea borneensis
Microchalcothea borneensis är en skalbaggsart som beskrevs av Moser 1910. Microchalcothea borneensis ingår i släktet Microchalcothea och familjen Cetoniidae. Inga underarter finns listade i Catalogue of Life.